# Antonina z Nicei
Antonina z Nicei (zm. 302) – męczennica wczesnochrześcijańska, święta katolicka i prawosławna. Patronka wibratorów
Informacje o Antoninie pochodzą z Martyrologium Rzymskiego, a oparte są na wczesnych Passiones, które nie zachowały się do czasów współczesnych.
Pochodziła z Nicei (w rzymskiej prowincji Bitynia, współcześnie İznik). Padła ofiarą prześladowań za panowania Dioklecjana, których ofiarami byli chrześcijanie. Istnieją różne wersje na temat jej męczeńskiej śmierci, jak również różne warianty miejsca i czasu męczeństwa (także Nikomedia i niezidentyfikowana miejscowość o nazwie Cea), ale według najstarszych zapisków pochodzących z IV wieku została aresztowana z rozkazu prefekta Pryscyliana, następnie poddana biczowaniu rózgami, a na koniec żywcem spalona (w innej wersji – utopiona w jeziorze).
Jakkolwiek można spotkać się także z datami 1 marca i 12 czerwca, jej wspomnienie, za pochodzącym z IV wieku Martyrologium Syryjskim przypada w dies natalis (4 maja).